# Arachniodes hekiana
Arachniodes hekiana là một loài thực vật có mạch trong họ Dryopteridaceae. Loài này được Sa. Kurata miêu tả khoa học đầu tiên năm 1965.